# Incendios forestales en Chubut de 2015

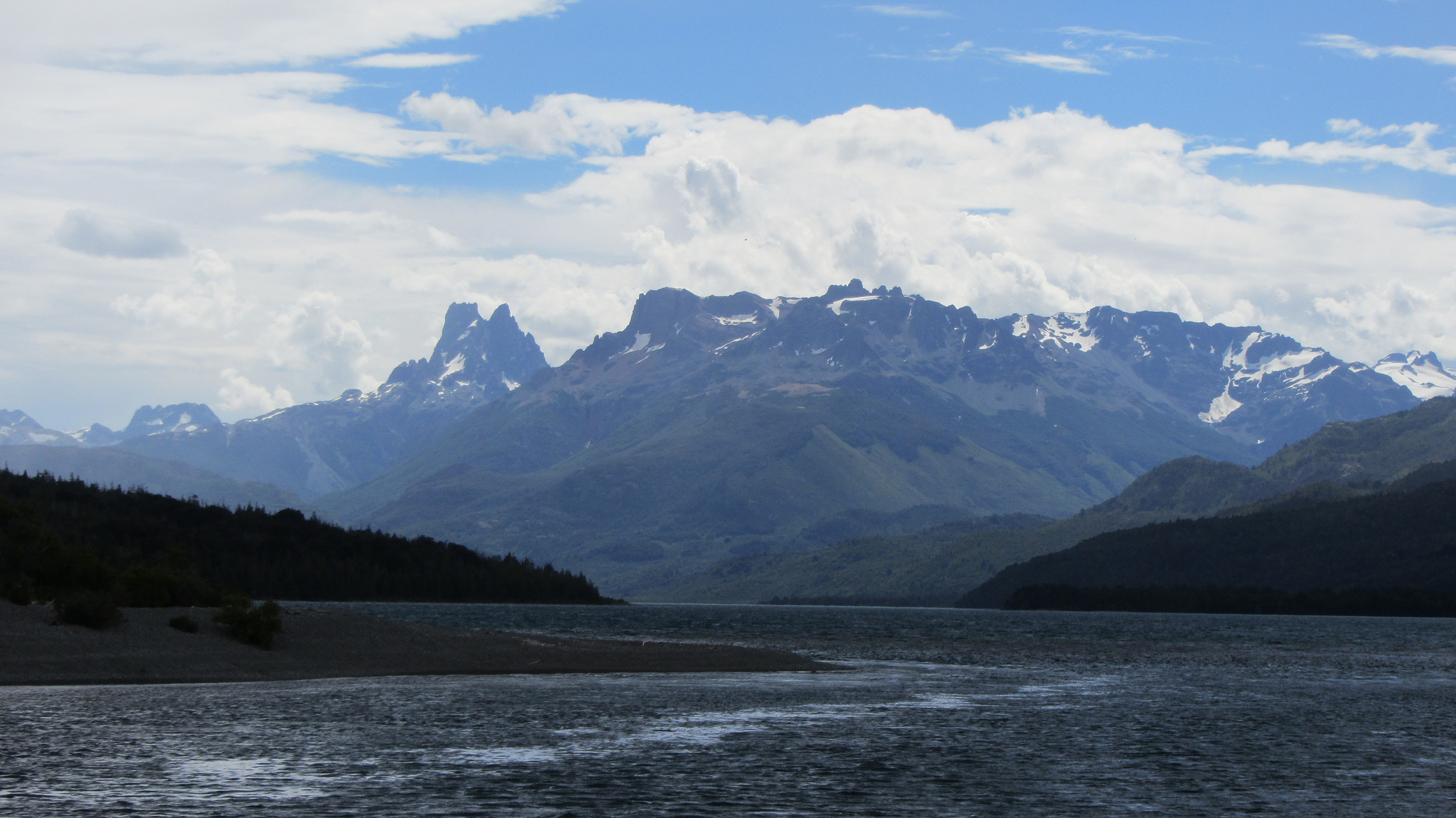
El principio del incendio fue a orillas del lago Cholila.

Los incendios forestales en Chubut fueron un desastre natural (aunque en algunos sectores sus focos parecen haber sido provocados por la acción humana que se desarrollaron en la provincia del Chubut, en Argentina. El fuego comenzó el 15 de febrero de 2015 y el gobierno provincial declaró el 25 de febrero el estado de emergencia ambiental y duró hasta inicios del mes de abril cuando la época de intensas lluvias otoñales ayudaron en mucho a su extinción. Afectó principalmente a Cholila y otras localidades ubicadas al noroeste del Chubut. 
El inicio del incendio se produjo en el valle del lago Cholila, a orillas de este, hacia las coordenadas 42°27′S 71°44′O / -42.450, -71.733. 
El 6 de abril de 2015 se reportó que el área forestal incendiada era de más de 41 mil hectáreas de bosques vírgenes (casi la misma extensión de Andorra), transformándose en el más importante de los incendios del que se tuvo registro en la Argentina, con una superficie de más de 41 mil hectáreas de bosques nativos afectados, siendo superados siete años después por los incendios en Corrientes de 2022.
Los incendios se focalizaron en la Comarca de los Alerces, en el valle del lago Cholila, sobre sus márgenes sur y norte, en el cerro Cholila, y en los cañadones El Turco y Tucu Tucu con focos en el arroyo Jara, el río Turbio y cerro Radal. Y se ha propagado hacia el norte y el sur, llegando hasta el sur de la Comarca andina del Paralelo 42, en Lago Puelo y cerro Currumahuida, habiendo alcanzado el Parque nacional homónimo hacia el norte; Y adentrándose en el Parque nacional Los Alerces al sur. Se trata del incendio forestal de mayor magnitud de la historia en Argentina.
En ciertos sectores del área afectada sus focos parecen haber sido provocados por la acción humana, así es que el domingo 1 de marzo fueron detenidas algunas personas acusadas de provocar incendios.
Si los incendios de esta región turística fueron provocados motivados intencionalmente por especulación inmobiliaria para luego obtener a precio vil los valiosos territorios afectados.

## Despliegue de brigadas
Se desplegaron 200 brigadistas, a los que luego se sumaron 20 civiles, 6 aviones, 14 autobombas, para combatir los incendios en las zonas afectadas, las condiciones climáticas se presentaron desfavorables, debido al fenómeno conocido como inversión térmica. Se realizaron trabajos internamente en el bosque para que el fuego no avance, como cortafuegos de 40 metros de ancho.
Además de los 150 brigadistas que trabajan en el lugar y decenas de vecinos voluntarios, se han sumado cuadrillas de la Ciudad de Neuquén y San Martín de los Andes (de la provincia de Neuquén), Provincia de Buenos Aires y Provincia de Santa Cruz.
Desde la República de Chile enviaron tres helicópteros para detener la columna de fuego.
Finalmente, luego de 17 días, gracias los grandes esfuerzos empleados por los brigadistas, y favorecidos por las condiciones ambientales y meteorológicas ocurridas, como la disminución de las temperaturas en la zona, el 4 de marzo por la tarde, se logró controlar el avance del incendio, inclusive en las zonas más críticas. Sin embargo el 23 de marzo del mismo año aparecieron nuevas zonas incendiadas intencionalmente en los parques nacionales Los Alerces y Puelo.
Cuando los incendios parecían extintos reaparecieron a fines de marzo (también por causas intencionales) de modo que el 30 de ese mes aún gran cantidad de milenarios y bellos bosques seguían siendo destruidos.
El sábado 4 de abril las intensas lluvias otoñales comenzaron a apagar los principales focos de incendio, razón por la cual brigadas contra incendios procedentes de la provincia de Córdoba fueron devueltas aduciéndose que ya eran innecesarias, en el mismo día (tras más de un mes de devastadores incendios) la Defensa Civil anunció que todos los incendios de Chubut estaban controlados.

## Flora y fauna afectada
Flora
Los incendios alcanzaron tanto el Parque Nacional Los Alerces al sur como el Parque nacional Lago Puelo al norte. Las especies que fueron afectadas principalmente son ñires, lengas, coihues, maitenes, notros,  cañas coligüe  y alerces (llamados también lahuanes), siendo esta última gran conífera (con ejemplares milenarios), la especie emblemática de la región.
Fauna
Distintas especies de lagartijas y roedores, aves, ciervos autóctonos como los huemules y los pudús, (el huemul es un ciervo grande, en cambio el pudú es un ciervo muy pequeño -uno de los más pequeños del mundo- ambas especies son endémicas de los bosques andinos australes y se encuentran en peligro de extinción).

## Política
Debido a la necesidad de respuestas y soluciones, conllevado a la cantidad de días de los focos de incendio, el 28 de febrero el jefe de gabinete Aníbal Fernández llegó a la cordillera de Chubut para visitar la zona afectada por el incendio y desplazó al jefe del Plan Nacional de Manejo del Fuego, Jorge Barrionuevo, ante el avance descontrolado de los incendios forestales, que ingresaban en ese momento a la localidad de Epuyén.
El gobernador Martín Buzzi, denunció y acusó del sector inmobiliario de provocar tres de los cinco focos de incendio, en cerro Currumahuida y lago Puelo, además mencionó: 

«Lo que sucede es que hay gente que quema bosques nativos para fomentar el negocio, la intención es ampliar los terrenos privados, mediante la quema de árboles, ya que el sector de bosques pertenece al Estado y no puede ser rentado».

El ministro de Defensa argentino Agustín Rossi, informó que las Fuerzas Armadas incrementarían el apoyo a los brigadistas que trabajan en la provincia de Chubut, para combatir los incendios.
El 28 de diciembre de 2012, la presidenta Cristina Fernández de Kirchner presentó ante la población la compra de 26 aviones hidrantes por AR$ 57 millones. modificados para que arrojen hasta 2.000 litros de agua sobre las zonas afectadas. y el resto de los hidrantes se encuentran distribuidos entre las distintas provincias, debido a la mayor cantidad de incendios registrados durante los meses de verano. Debido a la magnitud del hecho, el gobierno de Chile aportó helicópteros desde los primeros días de marzo.
El 14 de marzo de 2015, el gobernador del Chubut anunció la creación del Parque Interjurisdiccional Cholila. Tendrá una superficie de 220.000 hectáreas, habrá zonas intangibles y sectores sometidos a un plan de manejo. Limitará con el Parque Nacional Lago Puelo al norte y el Parque Nacional Los Alerces al Sur.

## Consecuencias
Según el gobierno chubutense se habían quemado más de 45 mil hectáreas en el territorio provincial, se han perdido cerca de 50 millones de dólares en “materia forestal y servicios ecosistémicos” Un senador denunció que detrás del incendio se encontrarían varios políticos, entre ellos Jorge O'Reilly dueño de Eidico, una empresa dedicada al desarrollo de emprendimientos privados en la zona norte del Gran Buenos Aires y que también generó polémica con su desembarco en Villa La Angostura. O'Reilly es dueño en Cholila del barrio privado San Esteban, de unas 1.000 hectáreas y 160 chacras. El empresario enfrentaba varios los cuestionamientos y denuncias por las construcciones en algunos de estos terrenos, edificado sobr tierras fiscales de General Pacheco que pertenecían a Radio Nacional y que la ex Entel transfirió en forma irregular a Telecom, Telefónica y Startel en 1990, cuando se privatizó la empresa.

## Evacuaciones
Las primeras evacuaciones se registraron en los alrededores de Cholila donde se evacuaron 20 casas. Debido a la activación de los focos de incendio, se evacuó la zona conocida como Cordón Currumahuida y por orden del intendente del municipio de Lago Puelo, se ordenó evacuar la localidad de Villa del Lago.